# Григорян, Норайр Григорьевич
Норайр Григорьевич Григоря́н (1911—1994) — советский геофизик, директор ВНИПИ взрывгеофизика, главный конструктор первого советского реактивного противотанкового станкового гранатомета.

## Биография
Родился 8 января 1911 года в Баку (ныне Азербайджан) в семье инженера. Окончил среднюю спецшколу «Памяти декабристов», с получением специальности чертежника-конструктора (1928), один курс электропромышленного факультета МИНХ имени Г. В. Плеханова (1929) и МЭИ имени В. М. Молотова (1933), где участвовал в работах по проектированию тяговых электродвигателей в техническом отделе строительства Каширского электровозного завода (1932).
С декабря 1933 по декабрь 1934 года служил в РККА — в Хабаровске, там же потом работал начальником электроцеха электростанции.
В апреле 1935 года вернулся в Москву. Работал на электромашиностроительном заводе «Динамо», с мая 1937 года — начальник группы проектирования тяговых двигателей для рудничных электровозов и городского транспорта.
Один из создателей станкового противотанкового гранатомёта СГ-82 с реактивной кумулятивной гранатой.
Один из основателей ВНИПИ взрывгеофизики, специалист в области использования взрыва при сейсмической разведке и геофизических исследованиях.
С 1 августа 1958 года директор Раменского отделения ВНИИГеофизики.
В 1987 году вышел на пенсию, продолжая работать в качестве старшего научного сотрудника-консультанта.
Доктор технических наук (1975). Профессор (1991).

## Сочинения
- Григорян Н. Г., Пометун Д. Е., Горбенко Л. А. Прострелочные и взрывные работы в скважинах. М., Недра, 1972, 280 с.
- Краткий справочник по прострелочно-взрывным работам в скважинах / Под ред. Н. Г. Григоряна. М., Недра, 1970
- Григорян Н. Г. Вскрытие нефтегазовых пластов стреляющими перфораторами. — М.: Недра, 1982
- Григорян Н. Г. Состояние и перспективы вскрытия продуктивных пластов в нефтяных и газовых скважинах стреляющими перфораторами // Совершенствование вскрытия, испытания и освоения продуктивных пластов в эксплуатационных и разведочных скважинах. М.: Недра, 1969
- Прострелочные и взрывные работы в скважинах: Учебник для техникумов/Григорян Н. Г. ,Ловля С. А.,Г. Г. Шахназаров, Горбенкоо Г. А.-3-е изд.,перераб.и доп.-М.,:Недра,1992.-303с.:ил.

## Награды и премии
- Сталинская премия второй степени (1947) — за создание нового вида вооружения
- премия Совета Министров СССР (1984).
- орден «Знак Почёта»
- орден Отечественной войны I степени
- медали